# 田川村 (山形県)
田川村（たがわむら）は山形県西田川郡にあった村。現在の鶴岡市中心部の南西、大山川上流域、国道345号沿線にあたる。

## 地理
- 山：虚空蔵山、母狩山、三ノ俣山、熊野長峰
- 河川：大山川

## 歴史
- 1889年（明治22年）4月1日 - 町村制の施行により、田川村、少連寺村、砂谷村、関根村、東目村、坂野下村、大机村、田川湯村、藤沢村の区域をもって発足。
- 1892年（明治25年）10月7日 - 大字田川湯・藤沢が分立して湯田川村が発足。
- 1955年（昭和30年）
  - 4月1日 - 湯田川村が鶴岡市に編入。
  - 7月29日 - 鶴岡市に編入。同日田川村廃止。